# 116街車站 (IRT萊諾克斯大道線)
116街車站（英語：116th Street station）是紐約地鐵IRT萊諾克斯大道線的一個地鐵站，位於曼哈頓哈萊姆區116街及萊諾克斯大道，設有2號線（任何時候停站）與3號線（任何時候停站）列車服務。設有兩個側式月台和兩條軌道。

## 車站結構
| G        | 街道               | 出入口                                                                                  |
| P 月台層 | 側式月台，右側開門 | 側式月台，右側開門                                                                      |
| P 月台層 | 北行               | 往威克菲爾德-241街（125街） · 往哈萊姆-148街（125街）                                   |
| P 月台層 | 南行               | 往夫拉特布殊大道-布魯克林學院（110街） · 往新地段大道（深夜時往時報廣場-42街）（110街） |
| P 月台層 | 側式月台，右側開門 |                                                                                         |

## 外部連結
- nycsubway.org—IRT White Plains Road Line: 116th Street
- nycsubway.org — Minton's Playhouse/Movers and Shakers Artwork by Vincent Smith (1999)（页面存档备份，存于）
- Station Reporter — 2 Train
- Station Reporter — 3 Train
- The Subway Nut — 116th Street Pictures（页面存档备份，存于）
- MTA's Arts For Transit — 116th Street (IRT Lenox Avenue Line)
- 116th Street entrance from Google Maps Street View（页面存档备份，存于）